# Intento de golpe de Estado en Bolivia de 2024

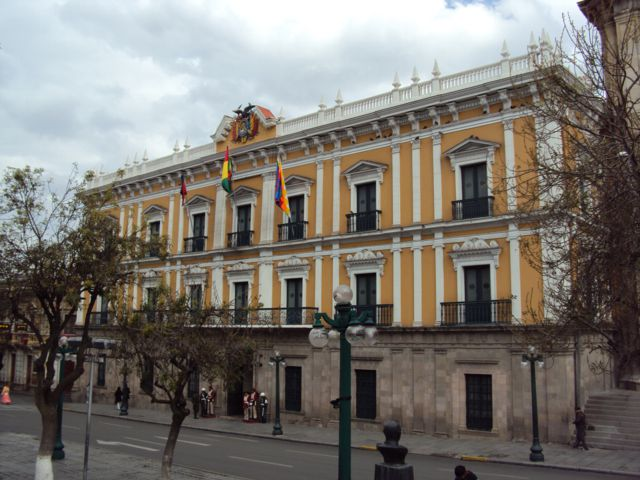
Palacio Quemado en la Plaza Murillo, en el centro de la ciudad de La Paz.

El intento de golpe de Estado en Bolivia de 2024 fue una acción militar que sucedió el 26 de junio de 2024, cuando un grupo de miembros de las Fuerzas Armadas de Bolivia, liderados por el entonces comandante general del Ejército, Juan José Zúñiga, tomaron la Plaza Murillo, plaza principal de la ciudad de La Paz donde se encuentra el palacio Quemado, antigua sede del gobierno boliviano.
En ese momento el presidente Luis Arce no se encontraba dentro del Palacio Quemado, al igual que los miembros del órgano ejecutivo, ya que desde 2020 la sede gubernamental del país fue trasladada a la Casa Grande del Pueblo. Más tarde, se produjo un diálogo directo entre Arce y Zúñiga en el palacio.
El general José Wilson Sánchez fue designado por el presidente como nuevo comandante general del Ejército, y ordenó a los militares movilizados que «regresen a sus cuarteles», dando fin al intento golpista; posteriormente, Zúñiga fue detenido. Luego del fallido intento de golpe de Estado, el gobierno reportó un saldo de doce civiles heridos e informó de diez militares detenidos. El exgeneral Tomás Peña y Lillo dijo que hubo muchas discusiones en el ejército sobre la probabilidad de que el presidente Arce entregara el poder al general Zúñiga durante las recientes protestas.
Tras ser detenido, Zúñiga, en una improvisada rueda de prensa, declaró que la acción fue organizada por el presidente Arce y que se trataba de un autogolpe de Estado para levantar la popularidad de Arce. Por su parte, el gobierno de Arce calificó lo sucedido como un «golpe frustrado», a la vez que señaló que las declaraciones de Zúñiga «carecen de cualquier grado de veracidad». Arce recibió el respaldo de la comunidad internacional frente a los hechos.
El presidente del Senado, Andrónico Rodríguez, el expresidente Evo Morales, y los Comités Cívicos de los departamentos de Tarija y Potosí han denunciado lo ocurrido como un «autogolpe» organizado por el presidente en coordinación con los ministros de Estado y los altos mandos militares, versión con la que han coincidido algunos periodistas bolivianos y líderes políticos de otros países, así como una parte de la población boliviana.
En 2025 nuevas declaraciones de Zuñiga salpicaron a los asesores presidenciales José Hugo Moldiz Mercado y Luis Fernándo Rodriguez Ureña. Según este, ambos asesores trataron inicialmente de comprar 5.000 rifles AK-47 para crear un grupo armado. Al no conseguir este objetivo, posteriormente habrían convencido al presidente Luis Arce Catacora de realizar un "fujimorazo" con el objetivo de deshacerse del legislativo y aumentar la popularidad de Arce.

## Antecedentes
En Bolivia se registraban inestabilidad en la sociedad en su conjunto debido a la crisis institucional, y retos económicos varios como la recesión económica, el debilitamiento de la moneda boliviana sobre otras divisas, disminución de las reservas internacionales, la escasez del dólar estadounidense, y la escasez de carburantes. Según el exgeneral Tomás Peña y Lillo, «se había hablado mucho en los militares de que Arce entregaría el gobierno a Zúñiga" durante las protestas anteriores.

### Ruptura Arce-Morales
En lo político, el presidente Luis Arce y el expresidente Evo Morales lideraban diferentes facciones del Movimiento al Socialismo (MAS) antes de las elecciones de 2025, con motivos de postularse a una reelección presidencial, a pesar de que Morales fue inhabilitado por el Tribunal Constitucional Plurinacional (TCP), bajo el argumento de que la reelección indefinida «no existe y no es un derecho humano», provocando malestar en el partido socialista, y acusando al Gobierno de los Estados Unidos y al presidente Arce de «descabezar al movimiento indígena». Esto creó una atmósfera política cargada bajo riesgo de perder su personería jurídica, y la acusación del presidente Arce a la oposición, a la facción de los «evistas», y la embajada de los Estados Unidos de que la «especulación» y los «intereses políticos y personales» son causantes de los problemas de la economía boliviana. Pero Morales advirtió del control de carburantes en las gasolineras por parte de los militares, y lo califica como «inicio de la militarización» de Bolivia. También se suma la cancelación de las elecciones primarias por parte del Tribunal Supremo Electoral, sumado a una crisis institucional en el Poder Judicial, más concretamente con las Elecciones Judiciales, y la prórroga indefinida del mandato de los tribunales de justicia de Bolivia (aprobados por el TCP).

### Opiniones políticas de Zúñiga
Zúñiga por su parte, ya en diciembre de 2022 había realizado opiniones políticas sobre el contexto nacional, siendo la primera vez cuando por el 212 aniversario de la batalla de Aroma se mostró en contra de los grupos de la oligarquía boliviana y dijo que dichos grupos intentarán lograr sus objetivos ya sea mediante un golpe de Estado o el separatismo mediante el federalismo, en referencia al departamento de Santa Cruz:

Para estos grupos oligárquicos, el camino democrático no es alternativa viable, no podemos quedarnos en silencio ante los aprestos desestabilizadores de pequeñas logias oligárquicas que van en contra de la unidad de la patria

Luego de su comunicado, declaró su compromiso con el gobierno de Arce y el Estado boliviano frente a la oposición.

### Destitución del comandante Zúñiga
Siendo entonces comandante general del Ejército, dijo en una entrevista del programa nocturno No Mentiras (del canal P.A.T) que Morales no debería postularse para las elecciones presidenciales, y que sería detenido por las Fuerzas Armadas. El expresidente, en la red social X, solicitó a Arce que «desautorice» las amenazas de Zúñiga por considerarse en sus propias palabras como un «atentado a la democracia». Fue destituido más tarde por violar la constitución boliviana al entrometerse en política, y al día siguiente, lideró el intento de golpe de Estado; anteriormente, fue visto junto a altos cargos en eventos sociales, según medios bolivianos.

## Eventos
La televisión local mostró un video de dos tanques y varios militares en la Plaza Murillo, frente al Palacio Quemado. La agencia de medios estatal ABI informó que la movilización comenzó aproximadamente a las 14:30h (hora local). Zúñiga, entonces Comandante General del Ejército, se encontraba en la plaza e hizo una declaración en un canal de televisión local diciendo que: «habrá nuevo gabinete de ministros, seguramente que se va a cambiar, pero no puede seguir así nuestro Estado. Queremos recuperar la patria, basta de empobrecer a nuestra patria».
De manera inusual, a lo que acontece generalmente en Golpes de Estado efectuados por fuerzas militares, la toma de la plaza Murillo en la ciudad de La Paz por parte de la facción militar en disidencia, fue transmitida por varios medios televisivos, radiales y por Internet mediante servicios de streaming y con una gran asistencia de una multitud que observaba los hechos acaecidos en aquel 26 de junio del año 2024. 
El presidente Luis Arce, del partido Movimiento al Socialismo (MAS), denunció la presencia indeseada de grupos militares rodeando la Plaza Murillo, donde se encuentra el Palacio Quemado. Tras tomar la Plaza Murillo, una tanqueta derribó una de las puertas de la sede gubernamental,siendo el palacio rodeado por los militares. El ministro de Gobierno, Eduardo Del Castillo, se aproximó a uno de los vehículos blindados para exigir que bajen los militares, demandándole a un coronel que explicara su presencia allí.

### Confrontación en el palacio
Al entrar al palacio, Zúñiga dijo a los periodistas presentes que «seguramente pronto habrá un nuevo Gabinete de ministros; nuestro país, nuestro estado no puede seguir así» y que él y sus tropas intentaron «restaurar la democracia y liberar a nuestros presos políticos». Zúñiga también dijo que «una élite se ha adueñado del poder del Estado» y exigió la liberación de la expresidenta Jeanine Áñez y Luis Fernando Camacho.En el palacio, Arce y Zúñiga tuvieron un enfrentamiento cara a cara, y Arce le dijo a Zúñiga «Yo soy su capitán y le ordeno que repliegue a sus soldados y no voy a permitir esta insubordinación».
En el ínterin se provocó el encuentro del Presidente del Estado Plurinacional de Bolivia, Luis Alberto Arce Catacora con el "general golpista" Zúñiga, el momento fue de tensión, sin embargo, en lo posterior, varias personalidades y políticos de oposición, entre otros, observarian este hecho como la principal evidencia de un autogolpe, ya que el presidente se encontraba sin ningún tipo de protección personal, ministros de Estado que compartían diálogos risueños con empleados públicos y un general Zúñiga de un comportamiento irresoluto y apocado, lo cual sería definido como un hecho inusual ante eventos históricos que acontecieron sobre golpes de Estado en la región.

### Movilización de manifestantes
El presidente Luis Arce, junto a todo su gabinete, dio un mensaje a la Nación desde la Casa Grande del Pueblo, sede del Ejecutivo boliviano. Un grupo de manifestantes, en su mayoría empleados públicos adeptos al partido gobernante, rodeó varias calles que conducen a la Plaza Murillo, coreando a favor del gobierno de Luis Arce y en respuesta los militares desplegaron gas antidisturbios.

### Nombramiento de nuevo alto mando militar
Desde la Casa Grande del Pueblo, el presidente Arce junto al vicepresidente nombraron nuevos comandantes generales de las Fuerzas Armadas de Bolivia, quienes ordenaron a las fuerzas militares a retirarse de la Plaza Murillo. Los nuevos altos mandos designados son: José Wilson Sánchez del Ejército de Bolivia, Gerardo Zavala Álvarez de la Fuerza Aérea Boliviana y Renán Guardia Ramírez de la Armada Boliviana.
Este nombramiento, es otra evidencia que utilizan los opositores de Arce Catacora, para solventar la hipótesis del autogolpe, debido a que el momento de la designación se dio paralélo a los hechos violentos que acaecián en puertas del palacio quemado, donde según diversas fuentes, se puede observar al Presidente Luis Alberto Arce Catacora y al Vicepresidente David Choquehuanca con un comportamiento apacible y parsimonioso hasta risueño.

## Consecuencias
Tras el intento de golpe de Estado, el gobierno reportó un saldo de doce civiles heridos, varios de ellos reportados como empleados públicos. Asimismo, el embajador de Bolivia en la Organización de los Estados Americanos (OEA) informó que había diez militares detenidos.

### Detención del excomandante Zúñiga
Finalmente, el general Juan José Zúñiga fue detenido por la Policía Nacional de Bolivia en el momento en que ingresaba al Estado Mayor de La Paz, luego que se frustrara la movilización militar. El mismo día en la tarde, la Fiscalía abrió una causa en su contra.
Tras ser detenido, el excomandante Zúñiga en una improvisada conferencia de prensa a las 19:00h (hora local) declaró que el domingo 23 de junio se habría reunido con Luis Arce, quien supuestamente le ordenó sacar tanquetas a las calles, realizando un intento de autogolpe de Estado, ya que «era necesario preparar algo para levantar su popularidad».

El día domingo (23), en el colegio La Salle, (yo) me reuní con el presidente. Y el presidente me dijo: «La situación está muy jodida, esta semana va a ser muy crítica... Entonces, es necesario preparar algo para levantar mi popularidad»
Zúñiga, excomandante del Ejército de Bolivia

Luego, según la versión de Zúñiga, le preguntó al presidente «¿Sacamos los blindados?», por lo que el presidente respondió que sí. Zúñiga señala que «El domingo en la noche ya los blindados empiezan a bajar. Seis cascabeles más 14 zetas del regimiento de Achacachi», y otras palabras antes de ser interrumpido por las fuerzas de seguridad para escoltarlo en un vehículo policial. Después de las declaraciones, el excomandante Zúñiga fue llevado a las dependencias de la Fuerza Especial de Lucha Contra el Crimen (FELCC), en La Paz. Más tarde, Zúñiga fue presentado ante la prensa boliviana como un «delincuente», el ministro de Gobierno, Eduardo del Castillo, presentó un informe de los acontecimientos calificados por el Poder Ejecutivo como un «golpe frustrado», a la vez que señaló que las declaraciones de Zúñiga sobre un supuesto autogolpe «carecen de cualquier grado de veracidad». También fue detenido el vicealmirante Juan Arnez Salvador, excomandante general de la Armada Boliviana. Zúñiga y Salvador son acusados de alzamiento armado, atentado contra el presidente, destrucción de bienes públicos, y otros delitos varios.

### Otras detenciones
El 28 de junio del 2024 se detuvo al ciudadano boliviano Aníbal Aguilar acusado de ser el principal autor intelectual del golpe. Este mismo día, Zúñiga cambió su versión del golpe y acusó a Aguilar, que había sido su asesor personal, de ser el principal instigador del golpe. Por su lado, Aníbal Aguilar, al ser presentado ante los medios de comunicación luego de ser aprehendido se proclamó autor de la "doctrina de los patriotas" e intentó implicar a Chile en la cuestión.

### Pedidos de renuncia presidencial
Al transcurrir las horas, muchas organizaciones políticas y sindicales de la izquierda boliviana consideran lo gestado en la ciudad de La Paz como un «fraude». Por lo cual, muchas organizaciones de izquierda boliviana pidieron la renuncia formal de Luis Arce Catacora como Presidente del Estado. Las organizaciones partidarios a Evo Morales (MAS-IPSP) pidieron la renuncia de Arce a la presidencia constitucional del Estado, calificándolo de «traidor». Pedidos similares se están sumando por parte de otras organizaciones como la Federación Bartolina Sisa (que además exigen al Fiscal General del Estado investigaciones del suceso), las FEJUVE (especialmente de ciudad de El Alto), y las seis Federaciones del Trópico de Cochabamba (movimiento sindical de cocaleros, del cual Evo Morales es máximo referente sindical).

### Acusaciones de autogolpe
Tras las acusaciones de autogolpe hechas por Zúñiga, en sus redes sociales, el presidente del Senado, Andrónico Rodríguez calificó lo ocurrido precisamente como un «autogolpe» y que «este desorden institucional, donde las autoridades extienden ilegalmente sus mandatos y se socavan los principios democráticos, está llevando al país a una situación de caos y desconfianza, agravando la crisis y amenazando la estabilidad y el bienestar del país». En tanto, otras organizaciones políticas como los Comités Cívicos de los departamentos de Tarija y Potosí consideran lo ocurrido como un «autogolpe».
La diputada Luciana Campero, en entrevista con la cadena NTN24 de Colombia, aseveró que "no hay dudas en todo el pueblo boliviano de que lo ocurrido ayer fue un show, una payasada de Luis Arce". En la misma línea, el exministro Carlos Sánchez Berzaín afirmó que "se montó un espectáculo que llaman golpe de Estado"y que lo ocurrido en Bolivia "es una señal de una gravísima crisis de una dictadura que se está cayendo. El contexto es un país en el cual hay más de 300 presos políticos, un país señalado internacionalmente como estado, gobernado por las federaciones de coca y cocaína, un país con una grave crisis económica. No tiene dólares, ni diésel, ni gasolina".
Un reportaje de Radiotelevisión Española publicado en YouTube el 27 de junio de 2024, indica que "... una parte de la población boliviana, seguidores del expresidente Evo Morales, duda sobre el intento de golpe. Algunos bolivianos creen que fue un montaje del presidente Arce en un momento de debilidad económica...".
Por su parte, el diario berlinés Die Tageszeitung de Alemania, puso en tela de juicio el así llamado "intento de golpe de Estado", interrogándose de la siguiente manera: "¿quién está detrás de todo esto? ¿Fue todo un montaje de la derecha para presentar al presidente Arce como incompetente? ¿Del propio Arce, que quiere presentarse como un hombre fuerte?”. El exrector de la UAGRM, Jerjes Justiniano, el abogado Gary Prado Araúz y el analista político José Luis Santistevan coincidieron en denominarlo un "show político".
El gobierno de Venezuela, mediante su Cancillería, reafirmó que en Bolivia hubo un "intento de golpe de Estado" la semana pasada, por lo cual reprochó el pronunciamiento del presidente argentino Javier Milei, que emitió un comunicado cuestionando los hechos acontecidos. El expresidente Evo Morales se sumó a las acusaciones de autogolpe.
El gobierno de Estados Unidos, según conferencia de prensa del portavoz adjunto de Estado, Vedant Patel, dijo: "seguimos monitoreando la situación en Bolivia como imagino que lo hacen muchos en la comunidad internacional. Entendemos y hemos tomado nota de la cantidad de puntos de vista que han surgido en los últimos días" y aseguró que su país da "la bienvenida" a un análisis independiente de los hechos ocurridos de conformidad con el derecho internacional. "Estos acontecimientos en Bolivia dejan claro que la democracia sigue siendo frágil en algunas partes de nuestro hemisferio", agregó.
Aproximadamente el 11 de julio del 2024, un capitán de nombre Sergio Castro Ustariz, que había sido oficial de inteligencia, declaró que el golpe fue planeado desde el 2023:
En 2023, me llama Juan José Zúñiga y Elio Sanjinés inteligencia 297, en esa reunión Zúñiga me explica que él había recibido la orden de que se iba empezar una transición militar
Y debido a que se negó a ejecutar el plan en la actualidad se encontraría expatriado.

## Detención de Luis Fernando Hamdan
El 7 de julio fue arrestado el ciudadano Luis Fernando Hamdan, a quien las autoridades bolivianas relacionaron con los sucesos del 26 de junio. Hamdan, un ciudadano civil, activista y presidente de la Comisión Iberoamericana de Derechos Humanos Para el Desarrollo de las Américas (Cidhpda), niega las acusaciones. Al mismo tiempo, varias organizaciones políticas y civiles han calificado lo ocurrido como un «secuestro».

## Reacciones

### En Bolivia

#### Interna
Durante estos acontecimientos, la sociedad boliviana se dirigió de forma urgente a las casas de cambio, a las instituciones financieras como bancos, y a su vez, hubo inmensas filas de personas en cada cajero automático de diferente institución bancaria. Asimismo, la población se dirigió a los centros de abasto como centros comerciales, farmacias, mercados, supermercados, y recintos de recarga de combustible de vehículos. La aglomeración de personas fue caótica en todo el territorio nacional.

#### Personalidades e instituciones políticas
El expresidente de Bolivia y líder del partido oficialista Movimiento al Socialismo (MAS-IPSP), Evo Morales, publicó en sus redes socialesː «Se gesta un golpe de Estado». Posteriormente llamó a la población a una «movilización nacional para defender la democracia». Horas después de la detención del excomandante Zúñiga, el líder del agradeció el apoyo a la democracia de Bolivia de líderes políticos y sociales del mundo, y llamó a la suspensión de movilizaciones indefinidas en el país, y exhorta al «llamado para que todos los involucrados en la asonada sean detenidos y juzgados». Oscar Álvarez, secretario político de dicha colectividad, dijo: «No sabemos a ciencia cierta qué está pasando. Nosotros consideramos a Arce Catacora traidor al Movimiento al Socialismo y a la patria» y cuestionó si se trató de un intento de golpe de Estado o una operación de bandera falsa liderada por Arce. El diputado de Comunidad Ciudadana José Manuel Ormachea denunció la presunta participación de militares venezolanos que llegaron de manera irregular al país hace unas semanas en el golpe, cuestión que el embajador de Venezuela César Trómpiz rechazó tajantemente.
La expresidenta Jeanine Áñez declaró: «Repudio total a movilización de militares en plaza Murillo pretendiendo destruir el orden constitucional, el MAS con Arce y Evo deben irse a través del voto el año 2025. Los bolivianos defenderemos la democracia». El líder de Comunidad Ciudadana y expresidente Carlos Mesa expresó su «repudio a cualquier acción militar que pretende vulnerar la democracia e interrumpir el periodo constitucional vigente».
La Central Obrera Boliviana, principal gremio del sector, declaró la huelga general indefinida y la movilización nacional y el traslado de todos los sectores afiliados a marchar a La Paz. El presidente del Comité Cívico Pro Santa Cruz, Fernando Larach exigió a Zúñiga y a las Fuerzas Armadas mantener al apego irrestricto a la Constitución Política del Estado (CPE) y al estado de derecho, así también exhortó al ejército respetar la misma, que es «velar por la seguridad del Estado y de ninguna manera interrumpir el orden constitucional de este país». El exgobernador de Santa Cruz, Luis Fernando Camacho, detenido en el Centro Penitenciario de Chonchocoro, repudió la sublevación armada del Ejército, expresando que «se debe respetar el mandato del voto popular».

### Internacionales
- Argentina: La ministra de Relaciones Exteriores Diana Mondino rechazó el intento de golpe de Estado, señalando en sus redes sociales que «la democracia no se negocia».[90] Sin embargo, en un comunicado difundido el domingo, la Casa Rosada condenó como "autogolpe" el alzamiento militar y rechazó la denuncia de golpe de Estado del gobierno de Bolivia, calificándola de fraudulenta.[91][92]
- Brasil: El presidente Luiz Inácio Lula da Silva condenó el intento de golpe de Estado diciendo «en América Latina, los golpes nunca funcionaron».[93]
- Chile: El presidente Gabriel Boric manifestó su preocupación por la situación en Bolivia, condenando la «inaceptable acción de fuerza de un sector del ejército de ese país».[94] Asimismo, condenó el intento de golpe de Estado, haciendo un llamado al respeto de la constitución y las instituciones bolivianas, y respaldando al gobierno legítimo de Luis Arce.[95]
- Colombia: El gobierno condenó las acciones de algunas unidades del ejército de Bolivia que amenazaban el orden constitucional y la democracia en ese país. Además, expresó su solidaridad con el pueblo boliviano y el presidente Arce, instando a restablecer el diálogo y el respeto por los derechos humanos.[96]
- Cuba: El presidente Miguel Díaz-Canel expresó su condena por «el atropello a la democracia y al pueblo boliviano». Comunicando lo siguiente: «Repudiamos el intento de golpe de Estado en marcha y extendemos toda la solidaridad del Gobierno y pueblo cubano al hermano Luis Arce».[97]
- España: El presidente Pedro Sánchez, condenó firmemente los movimientos militares en Bolivia. En su declaración, expresó el apoyo y la solidaridad del gobierno español y del pueblo español hacia el gobierno y el pueblo de Bolivia. Además, hizo un llamado a respetar la democracia y el estado de derecho en el país.[98]

- Estados Unidos: Una portavoz de la Casa Blanca indicó la noche de miércoles que en Washington estaban «observando atentamente» la «situación en Bolivia» e instaron a la «calma y moderación».[99] Mediante las redes sociales, la embajada de los Estados Unidos rechazó cualquier intento de derrocar al gobierno electo, y pidió «respeto al orden constitucional y al estado de derecho».[100]

- Irán: El canciller Nasser Kanaani, mediante un comunicado, expresó que en la nación persa «condenamos el golpe contra los cimientos de la democracia, así como el ataque a las instituciones democráticas y al gobierno legal en Bolivia».[101]
- México: El presidente Andrés Manuel López Obrador condenó al «intento de golpe de Estado en Bolivia» y expresa su respaldo al presidente Luis Arce.[102] Por su parte, la presidenta electa, Claudia Sheinbaum, expreso su apoyo al gobierno de Arce.[93]
- Nicaragua: La vicepresidenta Rosario Murillo, expresó su condena y «en nombre de nuestro pueblo y nuestro gobierno, queremos pronunciarnos para denunciar ante el mundo el nuevo intento de golpe de Estado que está teniendo lugar en Bolivia».[103]
- Paraguay: El presidente Santiago Peña condenó las movilizaciones y pidió respetar la democracia en Bolivia.[104]
- Perú: La presidenta Dina Boluarte informó que «respalda al pueblo y al gobierno constitucional del Presidente Luis Arce y rechaza todo acto que atente contra el orden democrático e institucional de ese país».[105]

- Rusia: El Ministerio de Asuntos Exteriores de Rusia manifestó en un comunicado que «Condenamos enérgicamente el intento de golpe militar en el Estado Plurinacional de Bolivia perpetrado el 26 de junio» y que expresaba su «pleno e inquebrantable apoyo» al Gobierno del presidente Arce.[106]

- República Árabe Saharaui Democrática: El presidente Brahim Gali, mediante un comunicado, expresó su «plena solidaridad con el presidente del Estado Plurinacional de Bolivia, Luis Arce, su Gobierno y con el hermano pueblo boliviano» por el intento de golpe.[107]
- Uruguay: El Ministerio de Relaciones Exteriores expresó que «condena enérgicamente los intentos de desestabilización democrática e institucional producidos en Bolivia».[108]
- Venezuela: El presidente Nicolás Maduro apoyó al gobierno boliviano y condenó el golpe de Estado. Más adelante, hizo un llamado a la población boliviana a «defender su democracia, su constitución y a su presidente».[109][110]Asimismo, el presidente de Venezuela conversó con el líder del MAS-IPSP y expresidente de Bolivia, Evo Morales sobre la situación ocurrida el 26 de junio de 2024.[111]

### Organizaciones internacionales
- Organización de los Estados Americanos: La organización respaldó al gobierno de Luis Arce y condenó el intento de golpe de Estado.[112]
- Unión Europea:
  - El alto representante de la Unión Europea para Asuntos Exteriores, Josep Borrell, condenó el intento de golpe de Estado, declarando que el bloque regional no acepta intentos de derrocar a gobiernos electos democráticamente.[113]
  - El presidente del Consejo Europeo, Charles Michel, condenó enérgicamente el levantamiento militar contra el orden constitucional en Bolivia y el gobierno democráticamente elegido del presidente Arce. «La Unión Europea apoya la democracia y al pueblo boliviano».[114]
  - La presidenta de la Comisión Europea, Ursula von der Leyen, condenó firmemente los intentos de derrocar al gobierno democráticamente elegido de Bolivia. «La Unión Europea apoya a las democracias y expresa su firme apoyo al orden constitucional y al Estado de derecho en Bolivia».[115]